# Club Lagoons
El Club Lagoons es un equipo de fútbol de las Islas Maldivas que juega en la Dhivehi League 2, la segunda liga de fútbol más importante del país.

## Historia
Fue fundado en el año 1982 en la capital Malé con el nombre IFC, siendo uno de los equipos más fuertes del país durante las décadas de 1980 y 1990, donde ganó todos sus únicos 2 títulos de liga, y 2 títulos de Copa en 4 finales jugadas.
A nivel internacional ha participado en 2 torneos continentales, donde nunca ha podido superar la Ronda Preliminar.

## Palmarés
- Campeonato Nacional de Maldivas: 1

1989
- Copa FA de Maldivas: 2

1990, 1992

## Participación en competiciones de la AFC
- Copa de Clubes de Asia: 1 aparición

1991 - Ronda Clasificatoria
- Recopa de la AFC: 1 aparición

1995: Ronda Preliminar

## Jugadores

### Jugadores destacados
- Ismail Zariyandh
- Solih Ibrahim
- Ali Suzain
- Mohamed Rasheed
- Mohamed Nazeeh
- Moosa Naeem
- Mohamed Amir
- Mohamed Nazim
- Ashraf Luthfee